# Molophilus (Molophilus) monostyloides
Molophilus (Molophilus) monostyloides is een tweevleugelige uit de familie steltmuggen (Limoniidae). De soort komt voor in het Neotropisch gebied.